# Sabine Offermann
Sabine Offermann (* 29. November 1894 in Köln; † nach 1941) war eine deutsche Opernsängerin in den Fächern lyrischer und dramatischer Sopran.

## Leben
Sie erhielt ihre Gesangsausbildung größtenteils in Berlin und debütierte 1921 bei einem Konzert in Köln. 1925 trat sie ein Engagement am Stadttheater Münster an, 1926 bis 1928 sang sie am Opernhaus Chemnitz. Von 1928 bis 1930 stand sie am Opernhaus von Düsseldorf und 1930 bis 1933 an der Bayerischen Staatsoper in München auf der Bühne.
1933 bis 1936 war sie an der Staatsoper Hamburg verpflichtet, 1936 bis 1937 sah man sie als erste Sopranistin am Staatstheater Wiesbaden und von 1937 bis 1938 an der Berliner Volksoper. Gastauftritte führten sie an die Staatsoper von Dresden (1927), an das Gran Teatre del Liceu in Barcelona (1931/32) und an die Oper von Monte Carlo, wo sie 1935 als Brünnhilde in Siegfried, 1936 als Brünnhilde in Die Walküre und 1937 bis 1939 als Isolde in Tristan und Isolde sowie als Brünnhilde in Götterdämmerung auftrat. Im Rahmen von Wagner-Konzerten gastierte sie 1931 in Paris und 1934 in Bukarest.
Weitere bedeutende Partien waren Senta im Fliegenden Holländer, Elisabeth im Tannhäuser, Sieglinde in der Walküre, Santuzza in Cavalleria rusticana, Marschallin im Rosenkavalier und die Titelrolle in Turandot.
1937 wurde sie zur Kammersängerin ernannt.
Letztmals wird ihre Wohnadresse in Berlin-Charlottenburg im Berliner Adreßbuch von 1942 (Stand: Ende 1941) nachgewiesen.
Es gibt keine Schallplattenaufnahmen, auf denen ihre Stimme zu hören ist.